# Zygmunt Reingold
Zygmunt Reingold (ur. 27 maja 1906 w Warszawie, zm. 11 kwietnia 1976 w Izraelu) – polski inżynier elektryk, zasłużony działacz Stowarzyszenia Elektryków Polskich.

## Życiorys
Uczęszczał do jednego z gimnazjów warszawskich, egzamin dojrzałości zdał w 1925. W latach 1925–1930 studiował na Wydziale Elektrycznym Politechniki Warszawskiej, uzyskując dyplom inżyniera elektryka. W czasie studiów przebywał na stażu w Paryżu. Z dyplomem inżyniera podjął pracę w elektrowni w Falenicy, gdzie kierował sekcją robót instalacyjno-montażowych. Od 1931 odbywał dwuletnią służbę wojskową w szkole podchorążych, później prowadził prywatne przedsiębiorstwo robót elektrycznych. W 1941 został wraz z rodziną zesłany na Syberię, na zesłaniu pracował jako elektryk w warsztatach remontowych i kopalni manganu. Od 1943 służył w I Pułku Lotnictwa Myśliwskiego.
Zdemobilizowany w 1946, osiadł na Dolnym Śląsku. Pracował we wrocławskim podokręgu Zjednoczenia Energetycznego Okręgu Dolnośląskiego, następnie w centrali tego zjednoczenia, kolejno jako główny inżynier podokręgu (1946–1948) i naczelny inżynier zjednoczenia (1949–1952). W latach 1952–1954 był dyrektorem Elektrowni Czechnica. Pracę zawodową łączył z prowadzeniem zajęć dla studentów; w latach 1950–1952 pełnił funkcję prodziekana Wydziału Elektrycznego Wieczorowej Szkoły Inżynierskiej we Wrocławiu, w latach 1952–1954 był wykładowcą Politechniki Wrocławskiej.
Należał do czołowych działaczy Stowarzyszenia Elektryków Polskich na Dolnym Śląsku w pierwszych latach powojennych; członek Stowarzyszenia od 1946, był kolejno referentem ds. odczytów, wiceprezesem i prezesem Oddziału Wrocławskiego, a w latach 1951–1954 pełnił funkcję wiceprezesa Naczelnej Organizacji Technicznej we Wrocławiu.
W 1957 wyjechał do Izraela, gdzie pracował do końca życia. Był cywilnym inżynierem w marynarce wojennej, zyskując uznanie jako doświadczony pracownik i opiekun młodszych inżynierów-oficerów armii izraelskiej. Zmarł 11 kwietnia 1976.